# Salón de la Fama de Internet

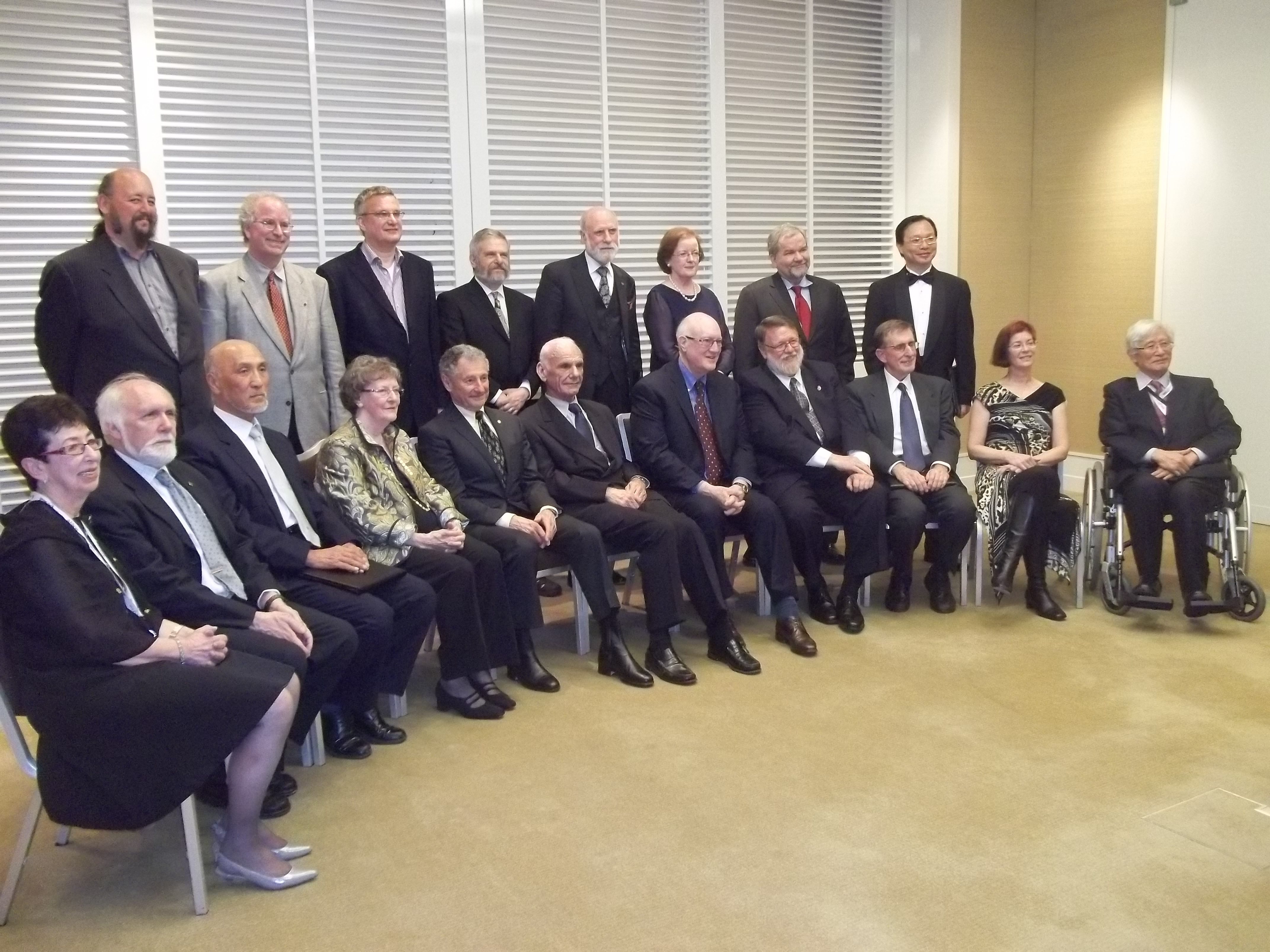
Investidura de homenajeados (año 2012)

El Salón de la Fama de Internet (fundado en 2012) es un premio honorífico a la trayectoria profesional, administrado por la Internet Society (ISOC), otorgado en reconocimiento a las personas que han hecho contribuciones significativas al desarrollo y avance de Internet. Vinton Cerf, Tim Berners-Lee y Linus Torvalds están incluidos entre los homenajeados.

## Descripción
El salón de la fama de Internet fue creado en 2012, en el vigésimo aniversario de la Internet Society. Su propósito declarado es “reconocer públicamente a un grupo distinguido y selecto de líderes, visionarios y eminencias que han hecho contribuciones significativas al desarrollo y avance de la Internet mundial”.
Las nominaciones pueden ser realizadas por cualquier persona a través de un proceso de solicitud. El Consejo Asesor del Salón de la Fama de Internet es responsable de la selección final de los homenajeados. El Consejo Asesor está formado por profesionales reconocidos en la industria de Internet.

## Homenajeados
Dentro de los homenajeados se contemplan tres categorías:
- Pioneros: "Personas que tuvieron un rol fundamental en la creación de la red".
- Conectores mundiales: "Quienes contribuyeron a la expansión de su uso".
- Innovadores: "Personas que han contribuido con avances tecnológicos".

En 2012 se realizó la investidura de 33 homenajeados en el Salón de la Fama, anunciada el 23 de abril de 2012 en la conferencia mundial INET de la Internet Society en Ginebra, Suiza.
En 2013 los ganadores fueron anunciados el día 3 de agosto. La ceremonia iba a tener lugar en Estambul, pero debido a las protestas en Turquía de 2013 se trasladó a Berlín.

### Pioneros
(Los receptores a título póstumo se indican con una "†").
| 2012 - Paul Baran† - Vinton Cerf - Danny Cohen - Steve Crocker - Donald Davies† - Elizabeth J. Feinler - Charles Herzfeld - Robert Kahn - Peter T. Kirstein - Leonard Kleinrock - John Klensin - Jon Postel† - Louis Pouzin - Lawrence Roberts | 2013 - David Clark - David Farber - Howard Frank - Kanchana Kanchanasut - Joseph Carl Robnett Licklider† - Robert Metcalfe - Jun Murai - Kees Neggers - Nii Quaynor - Glenn Ricart - Robert Taylor - Steve Wolff - Werner Zorn |  |

### Conectores mundiales
| 2012 - Randy Bush - Kilnam Chon - Al Gore - Nancy Hafkin - Geoff Huston - Brewster Kahle - Daniel Karrenberg - Toru Takahashi - Tan Tin Wee | 2013 - Karen Banks - Gihan Dias - Anriette Esterhuysen - Steve Goldstein - Teus Hagen - Ida Holz - Qiheng Hu - Haruhisa Ishida† - Barry Leiner† - George Sadowsky |  |

### Innovadores
| 2012 - Mitchell Baker - Tim Berners-Lee - Robert Cailliau - Van Jacobson - Lawrence Landweber - Paul Mockapetris - Craig Newmark - Ray Tomlinson - Linus Torvalds - Phil Zimmermann | 2013 - Marc Andreessen - John Perry Barlow - Francois Flückiger - Stephen Kent - Anne-Marie Eklund Löwinder - Henning Schulzrinne - Richard Stallman - Aaron Swartz† - Jimmy Wales |  |